# Neohydatothrips fraxinicola
Neohydatothrips fraxinicola är en insektsart som först beskrevs av Ian A. Hood 1940.  Neohydatothrips fraxinicola ingår i släktet Neohydatothrips och familjen smaltripsar. Inga underarter finns listade i Catalogue of Life.